# اچ‌دی ۳
اچ‌دی ۳ یک ستاره است که در صورت فلکی آندرومدا قرار دارد.